# Тити на Коимбра-Фильо
Титито на Коимбра-Фильо (Callicebus coimbrai) е вид бозайник от семейство Сакови (Pitheciidae). Видът е застрашен от изчезване.

## Разпространение
Разпространен е в Бразилия.